# NGC 646

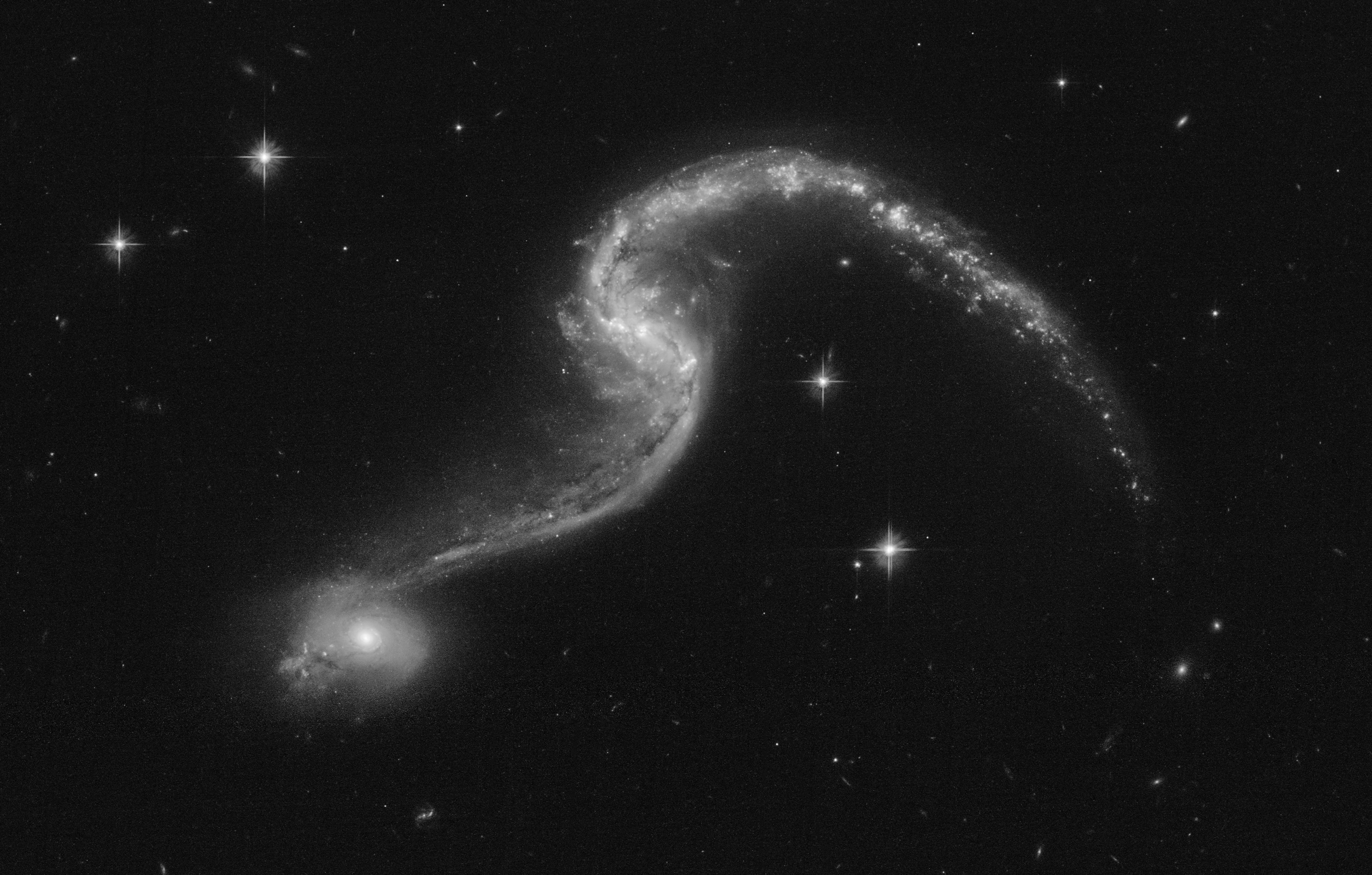
NGC 646 et son compagnon apparent, PGC 6014, par le télescope spatial Hubble.

NGC 646 est une vaste galaxie spirale barrée située dans la constellation de l'Hydre mâle. NGC 646 a été découverte par l'astronome britannique John Herschel en 1834.

## Caractéristiques
Sa vitesse par rapport au fond diffus cosmologique est de 8 145 ± 19 km/s, ce qui correspond à une distance de Hubble de 120,1 ± 8,4 Mpc (∼392 millions d'al).
La classe de luminosité de NGC 646 est III.
En raison d'une brillance de surface égale à 14,69 mag/am2, on peut qualifier NGC 646 de galaxie à faible brillance de surface (LSB en anglais pour low surface brightness). Les galaxies LSB sont des galaxies diffuses (D) avec une brillance de surface inférieure de moins d'une magnitude à celle du ciel nocturne ambiant.
La distance de Hubble de PGC 6014, la galaxie à l'est de NGC 646, est égale à 106,4 ± 7,5 Mpc (∼347 millions d'al). Une distance d'à peu près 45 millions d'années-lumière sépare donc ces deux galaxies qui semblent voisines sur l'image. Leur interaction gravitationnelle, si interaction il y a, devrait donc être de courte durée.